# Lynnwood
Lynnwood is een plaats (city) in de Amerikaanse staat Washington, en valt bestuurlijk gezien onder Snohomish County.

## Demografie
Bij de volkstelling in 2000 werd het aantal inwoners vastgesteld op 33.847.
In 2006 is het aantal inwoners door het United States Census Bureau geschat op 33.685, een daling van 162 (-0,5%). Met dit inwonertal is Lynnwood de derde stad van Snohomish County en de 24ste van de staat Washington.

## Geografie
Volgens het United States Census Bureau beslaat de plaats een oppervlakte van 19,8 km², geheel bestaande uit land. De plaats ligt aan de rand van het grootstedelijk gebied van Seattle.

## Plaatsen in de nabije omgeving
De onderstaande figuur toont nabijgelegen plaatsen in een straal van 8 km rond Lynnwood.

## Geboren
- Randy Couture (22 juni 1963), worstelaar